# Kh-59
El Kh-59 Ovod (en ruso: Х-59 Овод ‘Gadfly’; AS-13 ‘Kingbolt’) es un misil de crucero de Rusia guiado por TV con un sistema de propulsión de dos niveles de combustible sólido y 115 km de alcance. El Kh-59M Ovod-M (AS-18 ‘Kazoo’) es una variante con mayor carga explosiva y un motor de turbina. Se trata principalmente de un misil de ataque a tierra, pero la variante Kh-59MK permite fijar naves como objetivos.

## Desarrollo
El desarrollo inicial estaba basado en el Raduga Kh-58 (AS-11 ‘Kilter’), pero fue abandonado porque la velocidad del misil era demasiado elevada para la fijación visual de objetivos.
Raduga OKB desarrolló el Kh-59 en la década de 1970 como una versión de mayor alcance del KH-25 (AS-10 ‘Karen’), como un arma de precisión para enfrentamientos para el Su-24M y el modelo posterior, Mig-27. Los sensores electro-ópticos para esta y otras armas, como el Kh-29 (AS-14 ‘Kedge’) y las bombas KAB-500 Kr, fueron desarrollados por Krasnogorskiy Zavod in Krasnogorsk.
Se cree que el desarrollo del Kh-59 empezó en la década de 1980. Los detalles del Kh-59 fueron revelados a comienzos de la década de 1990.

## Diseño
El Kh-59 original es propulsado por un motor de combustible en polvo e incorpora un combustible en polvo acelerador en la cola. Los pliegues estabilizadores están localizados en el frente del misil, con alas y timón en la parte de atrás. El Kh-59 navega a una altitud de 7 metros sobre el nivel del agua, 100-1000 metros sobre el nivel del suelo con la ayuda de un radar altímetro. Puede ser lanzado a velocidades de entre 600 y 1000 km/h (kilómetros por hora) a altitudes de entre 0.2 y 11 km (kilómetros), y tiene un error de un radio de 2 o 3 metros de diámetro. Es llevado en un soporte AKU-58-1.
El Kh-59 tiene una turbina externa debajo del cuerpo, por delante de las alas traseras, pero se basa en el combustible acelerador en polvo. También tiene un sistema de guía dual consistente en un sistema de guía por inercia para guiarlo al área del objetivo y un sistema de guía por TV para guiarlo al objetivo propiamente dicho.
La turbina 36MT, desarrollada para los misiles clase KH-59M, fue fabricada por NPO Saturn de Rusia.
Las coordenadas del objetivo son introducidas en el misil antes del lanzamiento, y la fase inicial del vuelo se conduce bajo la guía inercial. A una distancia de 10 km del objetivo, el sistema de TV se activa. Un operador a bordo de la aeronave identifica visualmente el objetivo y fija el misil hacia él.

## Historial de operaciones
Aunque el Kh-59 original podía ser llevado por el MiG-27, Su-17M3, Su-22M4, Su-24M, Su-25 y la familia del Su-30 si llevan un datalink APK-9 , sólo fue utilizado con el Su-24M en el servicio Ruso.

## Variantes
- Kh-59 (AS-13 ‘Kingbolt’): versión original con los motores duales de combustible en polvo. Mostrado por primera vez en 1991, exportado como Kh-59 o KH-59E.
- Kh-59M (AS-18 ‘Kazoo’): agrega el motor a turbina y una carga explosiva mayor. Alcance: >115 km.
- Kh-59ME: variante con un alcance de 200 km para exportar en 1999.
- Kh-59MK: variante con un alcance de 285 km antibuque con un motor de turbina y un radar activo ARGS-59MK.
- Kh-59MK2: variante de ataque a tierra del Kh-59MK (dispara y olvida).
- Kh-59M2: Kh-59M/Kh-59MK con nuevos TV/buscadores infrarrojos, reportados en 2004.
- Kh-20: posible nombre para variantes de tipo nuclear llevados por la familia Su-27.
- Kh-59L: variante guiada por láser que fue desarrollada pero no ha sido implementada. Kh-59T fue el nombre paralelo para la versión guiada por TV que se convirtió en el Kh-59.

Las opciones de desarrollo propuestas para el Kh-59M/ME han incluido cargas alternativas (incluyendo municiones tipo clúster) pero su desarrollo actual no está claro.

## Operadores
ArgeliaFuerza Aérea Argelina
 RusiaFuerza Aérea Rusa
 IndiaFuerza Aérea India
 VenezuelaFuerza Aérea Venezolana
 ChinaFuerza Aérea del Ejército Popular de Liberación
 MalasiaReal Fuerza Aérea de Malasia
 VietnamFuerza Aérea de Vietnam

### Entrenadores
- Fuerza Aérea Rusa

## Armas similares
- AGM-84E/H/K: misil de ataque para enfrentamientos terrestres.
- AGM-62 Walleye: bomba de planeamiento guiado por TV e infrarrojo (con alcance de 38 km).
- Kh-37, variante de Kh-35U (AS-20 ‘Kayak’): carga explosiva de 145 kg (con alcance de 250 km).
- Kh-58 (AS-11 ‘Kilter’): misil Raduga antirradar (con alcance de 120 km).